# دار الذاكرة للنشر والتوزيع
دار الذاكرة للنشر والتوزيع هي دار نشر عراقية تأسست عام 2001م، أصدرت الدار العديد من المنشورات الأدبية والكتب والروايات العربية، كما شاركت في العديد من معارض الكتاب المحلية والدولية.

## تاريخ الدار
أسس الدكتور عصام الكواز الدار في بغداد عام 2001. وكانت قبل ذلك عبارة عن مكتبة الذاكرة قبل أن تُحول في نفس العام إلى دار نشر رسمية تخدم القضايا الأدبية والسياسية والسير والمذكرات وكتب التاريخ والفلسفة والعلوم الاجتماعية والدين والفكر القومي والكتب الفنية المصورة وكتب الأطفال. تضم دار الذاكرة شبكة توزيع ووكلاء في عدة دول، وعدة مكاتب في بغداد وعمّان والقاهرة وبيروت. كما أن لديها عدة برامج تدريبية وورش ثقافية بالتعاون مع شركة (كاشا) و (شركة أكاديميا لتطوير المكتبات) في الأردن وجمعية المكتبات في لبنان.

## مجالات الدار
تتنوع إصدارات الدار وتغطي موضوعات مختلفة على رأسها التاريخ، وقد أصدرت الدار أعمال متنوعة في مجالات مختلفة منها:
- الدراسات النقدية
- الكتب الدينية
- الشعر
- أدب الرحلات
- المجموعات القصصية
- الروايات (تاريخية - اجتماعية - بوليسية - فلسفية - رعب نفسي).
- كتب الأطفال
- المقالات والخواطر
- التسويق

## مساهمات ثقافية
تنشر دار الذاكرة للعديد من الكتاب والأدباء العرب ومنهم مثل: منذر الشاوي، ميسلون هادي والتي وصلت روايتها الصادرة عن دار الذاكرة «أخوة محمد» للقائمة الطويلة في الجائزة العالمية للرواية العربية لعام 2019، محمد السنور، هدية حسين، منقذ داغر، صفوة فاهم، عماد عبود عباس، حسن شاكر مجدي كما تنشر دار الذاكرة ترجمات بعض الكتب من كل اللغات العالمية.

## وصلات خارجية
- الموقع الرسمي لدار الذاكرة للنشر والتوزيع